# Salernes (tổng)
Tổng Salernes là một tổng thuộc tỉnh Var trong vùng Provence-Alpes-Côte d'Azur.

## Địa lý
Tổng này được tổ chức xung quanh Salernes trong quận Draguignan. Cao độ vùng này từ 177 m (Salernes) đến 903 m (Tourtour) với độ cao trung bình 424 m.

## Các xã
Tổng Salernes gồm 3 xã với dân số tổng cộng 5 278 người (điều tra dân số năm 2006, dân số không tính trùng).
| Xã         | Dân số | Mã bưu chính | Mã insee |
| ---------- | ------ | ------------ | -------- |
| Salernes   | 3 652  | 83690        | 83121    |
| Tourtour   | 533    | 83690        | 83139    |
| Villecroze | 1 093  | 83690        | 83149    |

## Thông tin nhân khẩu
| Năm | 1962  | 1968  | 1975  | 1982  | 1990  | 1999  | 2007  |
| --- | ----- | ----- | ----- | ----- | ----- | ----- | ----- |
| Dân số | 3 018 | 3 259 | 3 480 | 4 133 | 4 513 | 4 828 | 5 213 |
| From the year 1962 on: No double counting—residents of multiple communes (e.g. students and military personnel) are counted only once. |       |       |       |       |       |       |       |